# ルネ・アルヌー
ルネ・アレクサンドル・アルヌー（René Alexandre Arnoux, 1948年7月4日 - ）は、フランス人の元レーシングドライバー。F1グランプリ通算7勝を挙げている。

## 人物
1970年代後半から1980年代前半のF1フランス人ドライバーを代表する1人。勝利数・ポールポジション数・ファステストラップ数・リーダーラップ数（508周）のいずれも、フランス人ドライバーではアラン・プロストに次ぐ2番目の実績である。
また、同国フランス人ドライバーとの確執も多く、キャリア後期にはドライビングスタイルで物議を醸すことも多かった（後述）。レーシングチーム『GDBAモータースポーツ』および『DAMS』創設者の一人でもある。

## 経歴

### F1デビュー前
1975年にヨーロッパフォーミュラ・ルノーチャンピオンとなり、1976年からヨーロッパF2選手権にステップアップ。初年度から4勝を挙げランキング2位。チャンピオンとなったジャン＝ピエール・ジャブイーユとは僅か1ポイント差であった。1977年にも4勝を挙げ、同年のヨーロッパF2シリーズチャンピオンを獲得した。ドライバーとしてだけでなく、メカニックとして活動していた経歴もある。

### F1
1978年
1978年にマルティニよりF1参戦、第3戦南アフリカGPが初エントリーとなるが、この際は予選落ちを喫す。続いて参戦した第5戦モナコGPも予備予選落ちで決勝に進めなかったが、第6戦ベルギーGPでは予備予選・予選の両方を突破、予選19位からのデビューを果たした（決勝：9位）。
マルティニのF1参戦はこの年計7戦のみと散発的であり、アルヌーが実力を発揮し切るには難しい状況だった。終盤の第15戦アメリカ東GP・最終戦カナダGPにはサーティースから参戦したが、それぞれ9位・リタイヤとなった。

#### ルノー時代
1979年

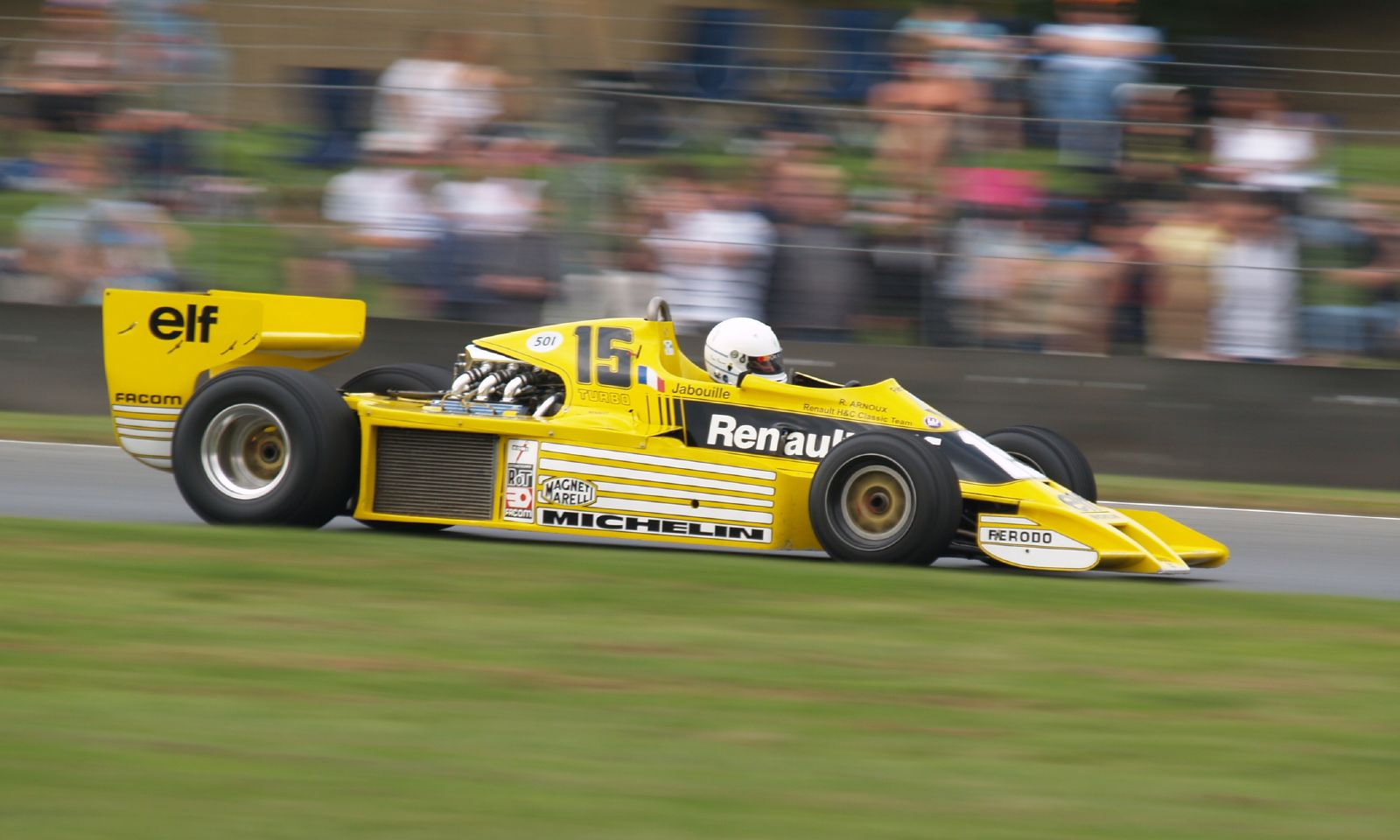
アルヌーによりデモ走行される元同僚ジャブイーユの1979年製ルノーRS01(2007年)

F1での2年目、ターボエンジンを有するルノーに移籍、チームメイトはF2からのライバルでもあるジャン＝ピエール・ジャブイーユとなった。前半戦は予選で下位に沈んでいたが、第8戦フランスGPでは2番グリッドを獲得し、決勝でもジル・ヴィルヌーヴとのバトルの末3位に入り、初入賞で表彰台に上がった。ここから頭角を現すこととなり、その後2位を2度記録した他、第11戦オーストリアGP・第12戦オランダGPでは連続PPを獲得している。勝利はなかったが、獲得ポイントではジャブイーユを上回った。
1980年
ルノー・ターボの信頼性が増し、第2戦ブラジルGPにてF1初優勝を達成。続く第3戦南アフリカGPでも連勝する。予選でも第10戦オランダGPから第12戦イタリアGPまで3連続PPを獲得するなど、チームのエースドライバーへと成長した。
1981年
ジャブイーユに代わって、前年にF1デビューしたアラン・プロストが移籍加入しチームメイトとなった。この年のアルヌーは予選で4度のPPを獲得したものの、決勝での最高位は第11戦オーストリアGPの2位（この年唯一の表彰台）と優勝はならなかった。一方でプロストが初優勝を含む3勝を挙げ、チームは次第にプロスト寄りとなり、アルヌーの立場は脅かされることとなる。
1982年
ルノーに残留し、アルヌーは予選で多くのPPを獲得していたが（最終的に5回）、プロストが開幕2連勝を記録したのに対し、なかなか勝利することが出来なかった。地元の第11戦フランスGPにおいて、ようやく2年ぶりの優勝を手にするが、内容は再三のチームオーダーを無視し、タイトル争い中だったプロストを差し置くというものだった。立場はかえって悪化し、第15戦イタリアGPでシーズン2勝目を挙げるも、この年をもってチームを離脱する結果となった。

#### フェラーリ時代
1983年

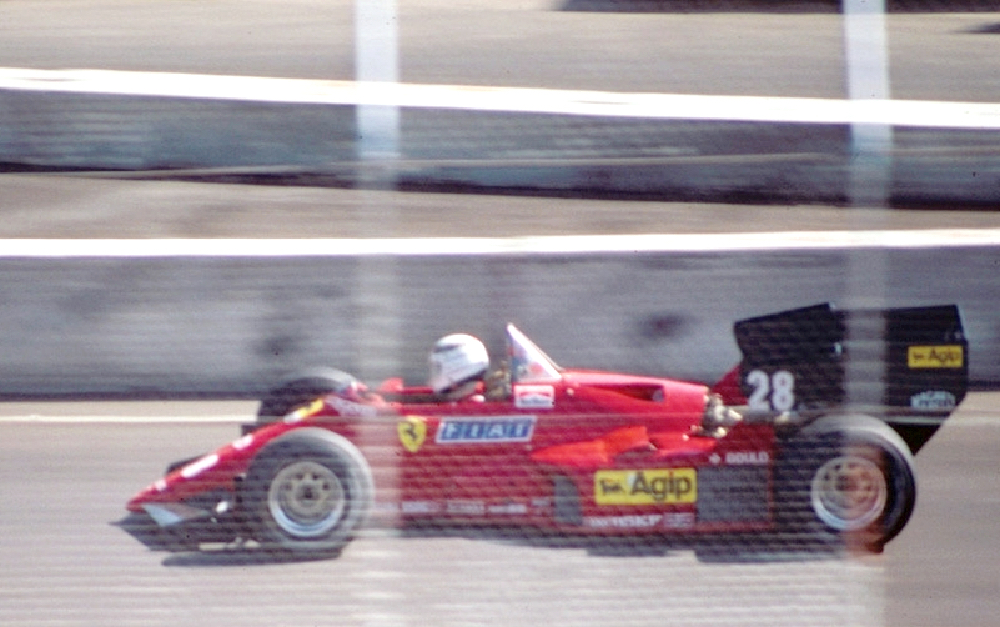
フェラーリ126C4を駆るアルヌー（1984年アメリカGPより）

前年にコンストラクターズタイトルを獲得したがドライバー2名とも失った名門フェラーリに移籍。ルノーに残留したプロスト、ブラバムのネルソン・ピケと最終戦までチャンピオン争いを展開した。結果的にランキングは3位に留まったが、予選で4度のポール獲得、決勝でも3勝を含めた7度の表彰台を記録し、チームメイトのパトリック・タンベイと共に（タンベイはランキング4位）、フェラーリの2年連続コンストラクターズタイトル獲得に貢献した。ただし前年までのプロスト同様、フェラーリでもチームメイト間の人間関係で問題が発生しタンベイはチームを去った。
アルヌーは引退後、「この年は最後までチャンピオンの可能性があった素晴らしいシーズンで、自身のキャリアの中で決して忘れない思い出だ」と述べている。
1984年
チームメイトはエンツォ・フェラーリが獲得を熱望し、フェラーリにとって久々のイタリア人ドライバーとなるミケーレ・アルボレートが加入。シーズン未勝利に終わったアルヌーに対し、アルボレートは第3戦ベルギーGPで勝利を記録した。同年はマクラーレン・TAGポルシェが12勝を挙げる圧倒的な強さであったが、アルヌーは表彰台4度を含めた9度の入賞によりランキング6位となり、チームとの契約延長に成功した。
1985年
フェラーリでの3年目を迎えたが、開幕戦ブラジルGPを4位で終えた直後にフェラーリから突然の解雇が発表される。その理由は、当時チームマネージャーであったマルコ・ピッチニーニの妻との不倫問題のこじれであったとされるが、正確には不明。アルヌー本人は現在に至るまで、この件について沈黙を守ったままである（理由を口外しないことを条件に、その年の給料をフェラーリから受け取っていたという説もある）。同年はこれ以後レース活動休止となった。

#### リジェ時代
1986年
リジェと契約しF1復帰。ルノーV6ターボエンジンで走ったこの年は好走を見せ、4位3回・5位2回・6位1回でランキング8位となる。第7戦デトロイトGPではチームメイトのジャック・ラフィットと、一時1-2体制でのランデブー走行でレースをリードする一幕もあった。同年末にはフランスの後進育成に主眼を置き、国際F3000選手権参戦のためのレーシングチーム「GDBAモータースポーツ」を協賛者4名で設立。GDBAとは、 共同オーナー4名( Gilles Gaignault-J-P.Driot-Pierre Blanchet-Rene Arnoux Motorsports)の頭文字である。GDBAではミシェル・トロレ、オリビエ・グルイヤールらフランス人レーサーにシートを託し参戦機会を提供した。
1987年
チームはアルファロメオが新開発した直4ターボエンジンで参戦予定だったが、開幕前のテストで発生したエンジントラブルに腹を立てたアルヌーの暴言に激怒したアルファロメオ側が、開幕直前にもかかわらず一方的に契約を解除。エンジンを失ったリジェは開幕戦ブラジルGPを欠場、第2戦サンマリノGPからはメガトロンエンジンで参戦することになるが、急遽メガトロン用に改造したJS29Bに戦闘力、完走能力が無く、チームメイトのピエルカルロ・ギンザーニとともに完走率が半分にも満たない苦戦を最終戦まで続けた。ポイント獲得はサバイバルレースとなった第3戦ベルギーGPでの6位入賞1回に終わった。
1988年
リジェに残留したが、ミッシェル・テツがデザインしたガソリンタンクを二分割するという特異な設計のマシン「JS31」の重量バランスの悪さに苦しめられ、搭載したジャッドV8エンジンの信頼性も低かった。最高位は第13戦ポルトガルGPの10位と、デビューイヤー以来のノーポイントに終わった。予選最高位は17位で2度の予選落ちも喫すなど、チームメイトのステファン・ヨハンソンとともにテールエンダーの常連となった。なお、同年には共同オーナーを務めていたGDBA首脳の一人であるブランシェット・ロカトップCEOのピエール・ブランシェットが急逝したため、チームを解散。新たにレーシングチーム「DAMS」を自身のマネージャーを長く務めていたジャン＝ポール・ドゥリオ（GDBAでも共同オーナー）と共に設立し、DAMSでは翌年よりフランスの有望株エリック・ベルナールとエリック・コマスを起用し国際F3000へと参戦を開始する。名称としたDAMSの「D」はドゥリオのD、「A」はアルヌーのAである。
1989年
リジェに残留。チームメイトにはアルヌー自身がGDBAで起用しF3000ランキング2位となった新人オリビエ・グルイヤールが加入、フランス人コンビとなった。JS33は前年の失敗作よりコンサバティブだったが、フォード・DFRエンジン搭載の平凡な出来であった。アルヌーはウェットレースとなった第6戦カナダGPで5位に入り、2年ぶりのポイント獲得に成功したが、これはF1で最後の入賞となる。全16戦で7度の予選落ちを喫し、チームメイトであるグルイヤールに対しても、予選で上回ったのは4戦に留まった。獲得ポイントではグルイヤールの6位1回1ポイントに対し、5位1回の2ポイントと上回った。第15戦日本GP終了後、「最終戦オーストラリアGPが最後のF1出場になると思う。」と表明し、F1グランプリから去った。最終戦オーストラリアGP時点では41歳であった。
F1からの引退を表明したが、アルヌーはまだレーシングドライバーとしての引退とは考えていなかった。スポーツカー世界選手権 (WSPC)への参戦計画があったジャン・トッド率いるプジョー・ワークスへの移籍が有力と報じられていたが、最終局面で破談となりドライバーとしてのプジョー・ワークス入りは実現せず、結果的に自らがオーナーの一員であるDAMSのF1参戦計画に注力していくこととなった。
1994年からはル・マン24時間レースにドライバーとして参戦。ダッジ・パイパー RT/10 クライスラーでLMGT1クラス3位を獲得。1995年にもフェラーリ・333SPで参戦している。

### 引退後
ドライビングアドバイザー
F1引退後、国際F3000に自チームDAMSが参戦していることから所属するアラン・マクニッシュにコーチングする姿が見られたほか、1990年オフにはF3チャンピオンとなったミカ・ハッキネンのF3000初走行の際も現場で指導した。DAMSとしてはエリック・コマス（1990年）、オリビエ・パニス（1993年）、ジャン＝クリストフ・ブイヨン（1994年）と3人のフランス人チャンピオンを輩出している。
1995年からF1新規参戦を開始したフォルティのブラジル人ペドロ・ディニスの｢ドライビングアドバイザー｣と言う形でF1パドックへ復帰。しかし、現役時とはマシン特性も違うであろう当時のドライビングについてアドバイスが可能なのかといった点で、この役割を引き受けたアルヌー自身にも疑問の目が向けられた。実質、ディニスのコーチ的存在としてアルヌーよりも貢献したのは、同僚でもあるベテランドライバーのロベルト・モレノであった。
グランプリマスターズ
2005年11月、南アフリカのキャラミ・サーキットで開催されたグランプリマスターズ・第1回大会に参戦した。出走14台中、予選11位・決勝12位の成績を収めた（優勝はナイジェル・マンセル）。
フェラーリ・XXプログラム
2019年、かつて在籍していたフェラーリのコルセ・クリエンティ部門が運営する「XXプログラム」で、一般のオーナーと混じってサーキット専用マシンであるフェラーリ・FXXをフェラーリのイベントでドライブしている。元フェラーリのF1ドライバーであったこともあり、来場者から大きな人気を博している。
モナコ・ヒストリックグランプリ
2021年には、Historic Grand Prix of Monacoにフェラーリ・312B3で参加した。

## エピソード

### 技術
- ルノーでチーフエンジニアだったミッシェル・テツは、「アルヌーの特徴はブレーキで、彼のブレーキパッドは特別に厚いものを使っていた。そのためにブレーキキャリパーも彼専用のものを設計した。信じられないほど彼のブレーキバッドの減りは激しかった。これはターボ車が圧縮比が非常に低いのでエンジンブレーキが無く、全て足のブレーキでコントロールする必要があったのと、まだカーボンブレーキが無かったのも大きい。ルネの作業量は大変なものだったと思う。」と特徴を述べている[3]。

### バトル
- 1979年フランスGPにおけるヴィルヌーヴとのバトルは、相互にタイヤをぶつけ合うほどの激しい内容でありながら、バトル中にマナー違反となるような行為がなかったこと、レース後に双方が闘志を讃え合った爽やかさなどもあり、F1における「歴史に残る名バトル」の1つとして、話題に挙がる。

### ブロック
- フジテレビ系列により日本でF1がパーマネントテレビ中継されるようになった1987年以降には、所属したリジェチームのマシンの戦闘力不足やすでに30代後半を迎えドライバーとしての峠を越していたため目立つ存在ではなくなっていたが、青旗を無視した執拗なブロックをすることで別名「走るシケイン」と呼ばれ、あまり好くないイメージで有名となってしまった。1989年よりF1中継の実況を担当した古舘伊知郎からは「妖怪通せんぼジジイ」という、ニックネームを付けられた[注釈 7]。
- 1987年日本GPでは、40周目に2周先行する中嶋悟を、わざわざ過給圧を大きく上げてまで5周に渡ってブロックしつづけ、結局ガス欠で45周目にリタイア。レース後には「このレースでは、僕は絶対に負けるわけにはいかなかった。」と謎めいた発言を残した[4]。
- 1988年の日本GPでは、F1初参戦であった鈴木亜久里をブロックしていたという。
- 1989年第3戦モナコGPではかつて確執があったアラン・プロストを数周に渡りブロック、結果的にアイルトン・セナの独走を許した形になった。
  - その後、アルヌー自身は「義務でもあれば（ミラーは）ちゃんと確認するんだけどね。」と発言、これに対しプロストは「幅1mのどでかいミラーを付けたって一緒さ、彼（アルヌー）は最初から見ちゃいないんだから。」と発言したという。
- 1989年イギリスGPの予選中執拗にブロックされたティエリー・ブーツェンがアルヌーに抗議するも、「悔しかったら7勝してみな!」と言い返した[5]。

### その他
- 母国フランス語のほかに、イタリア語が堪能である。元フェラーリドライバーであることも重なり、引退後もフランスよりイタリアファンからの人気の方が多いように感じていると自身で述べている[映像 3]。
- 1985年4月にフェラーリのシートを失った後は長めの休養期間となってしまったが、実戦感覚を取り戻すため同年11月のマカオグランプリF3に参戦し、これからF1を目指す各国の若手に混ざり6位入賞を果たした。なお、アルヌーはかつてフォーミュラ・ルノーからF3を飛び越えてF2にステップアップしていたため、このマカオGPへの出走が生涯唯一のF3レースである[6]。
- F1で最年長ドライバーとなった1980年代終盤には見た目が若々しく「見た感じ、話した感じ、いずれも若い」と言われていた。また、趣味はアメ車のコレクションであり、2020年代になって以後もクラシックカー好きでもある[映像 4]。
- 前出のミシェル・テツによると「ルネは非常に柔軟な考え方を持っているが、レースになるとかなり性格が攻撃的になり、作業するメカニックに対しても厳しかった。彼は自分でもグランプリ期間中には現場で厳しく接しているのを分かっているから、通常の日になると彼は親切にもファクトリーに定期的に顔を出して、スタッフのみんなと喋っていくんだ。グランプリの現場に来ないような技術者や労働者みんなと一緒に長い時間過ごし、いろいろな話をしていく。いい男だよ。」と日常での性格を証言している[3]。
- 1987年スペイングランプリの会場に、中嶋悟の夫人と、当時2歳の長男・一貴が訪れていた。そのパドックで一貴が笑顔になったのが、アルヌーが一貴に話しかけた時であった[7]。
- 2006年にNHKで放映された『関口知宏のヨーロッパ鉄道の旅 イタリア編 第3回』で、フェラーリ博物館の案内人として登場し関口に1970年代のフェラーリロードカーの魅力を解説した。

## レース戦績

### ヨーロッパ・フォーミュラ2選手権
| 年     | チーム                       | シャーシ           | エンジン | 1     | 2       | 3       | 4     | 5       | 6     | 7      | 8       | 9     | 10      | 11      | 12    | 13    | 順位 | ポイント |
| ------ | ---------------------------- | ------------------ | -------- | ----- | ------- | ------- | ----- | ------- | ----- | ------ | ------- | ----- | ------- | ------- | ----- | ----- | ---- | -------- |
| 1974年 | エキュリエ・エルフ           | アルピーヌ・A367   | BMW      | BAR   | HOC     | PAU     | SAL   | HOC     | MUG   | KAR    | PER     | HOC   | VLL Ret |         |       |       | NC   | 0        |
| 1976年 | オート・モービル・マルティニ | マルティニ・Mk・16 | ルノー   | HOC 2 | THR 7   |         |       |         |       |        |         |       |         |         |       |       | 2位  | 52       |
| 1976年 | オート・モービル・マルティニ | マルティニ・Mk・19 | ルノー   |       |         | VLL Ret | SAL 4 | PAU 1   | HOC 5 | ROU 10 | MUG 2   | PER 1 | EST 1   | NOG Ret | HOC 3 |       | 2位  | 52       |
| 1977年 | エキュリエ・ルノー・エルフ   | マルティニ・Mk・22 | ルノー   | SIL 1 | THR Ret | HOC 2   | NÜR 5 | VLL Ret | PAU 1 | MUG 16 | ROU Ret | NOG 1 | PER 2   | MIS Ret | EST 2 | DON 6 | 1位  | 52       |

- 太字はポールポジション、斜字はファステストラップ。(key)

### 全日本F2選手権
| 年     | 所属チーム            | マシン                    | 1   | 2   | 3   | 4   | 5       | 6   | 7      | 順位 | ポイント |
| ------ | --------------------- | ------------------------- | --- | --- | --- | --- | ------- | --- | ------ | ---- | -------- |
| 1978年 | CIBIE elfマルティーニ | マルティーニ・MK22 ルノー | SUZ | FSW | SUZ | SUZ | SUZ Ret | NIS | SUZ 10 | -    | -        |

### F1
| 年     | 所属チーム   | シャシー | 1       | 2       | 3       | 4       | 5        | 6       | 7       | 8       | 9       | 10      | 11       | 12      | 13      | 14      | 15      | 16      | WDC       | ポイント |
| ------ | ------------ | -------- | ------- | ------- | ------- | ------- | -------- | ------- | ------- | ------- | ------- | ------- | -------- | ------- | ------- | ------- | ------- | ------- | --------- | -------- |
| 1978年 | マルティニ   | MK23     | ARG     | BRA     | RSA DNQ | USW     | MON DNPQ | BEL 9   | ESP     | SWE     | FRA 14  | GBR     | GER DNPQ | AUT 9   | NED Ret | ITA     |         |         | NC (26位) | 0        |
| 1978年 | サーティース | TS20     |         |         |         |         |          |         |         |         |         |         |          |         |         |         | USA 9   | CAN Ret | NC (26位) | 0        |
| 1979年 | ルノー       | RS01     | ARG Ret | BRA Ret | RSA Ret | USW DNS | ESP 9    | BEL Ret |         |         |         |         |          |         |         |         |         |         | 8位       | 17       |
| 1979年 | ルノー       | RS10     |         |         |         |         |          |         | MON Ret | FRA 3   | GBR 2   | GER Ret | AUT 6    | NED Ret | ITA Ret | CAN Ret | USA 2   |         | 8位       | 17       |
| 1980年 | ルノー       | RE20     | ARG Ret | BRA 1   | RSA 1   | USW 9   | BEL 4    | MON Ret | FRA 5   | GBR NC  | GER Ret | AUT 9   | NED 2    | ITA 10  | CAN Ret | USA 7   |         |         | 6位       | 29       |
| 1981年 | ルノー       | RE20B    | USW 8   | BRA Ret | ARG 5   | SMR 8   | BEL DNQ  |         |         |         |         |         |          |         |         |         |         |         | 9位       | 11       |
| 1981年 | ルノー       | RE30     |         |         |         |         |          | MON Ret | ESP 9   | FRA 4   | GBR 9   | GER 13  | AUT 2    | NED Ret | ITA Ret | CAN Ret | CPL Ret |         | 9位       | 11       |
| 1982年 | ルノー       | RE30B    | RSA 3   | BRA Ret | USW Ret | SMR Ret | BEL Ret  | MON Ret | DET 10  | CAN Ret | NED Ret | GBR Ret | FRA 1    | GER 2   | AUT Ret | SUI Ret | ITA 1   | CPL Ret | 6位       | 28       |
| 1983年 | フェラーリ   | 126C2B   | BRA 10  | USW 3   | FRA 7   | SMR 3   | MON Ret  | BEL Ret | DET Ret | CAN 1   | GBR 5   |         |          |         |         |         |         |         | 3位       | 49       |
| 1983年 | フェラーリ   | 126C3    |         |         |         |         |          |         |         |         |         | GER 1   | AUT 2    | NED 1   | ITA 2   | EUR 9   | RSA Ret |         | 3位       | 49       |
| 1984年 | フェラーリ   | 126C4    | BRA Ret | RSA Ret | BEL 3   | SMR 2   | FRA 4    | MON 3‡  | CAN 5   | DET Ret | DAL 2   | GBR 6   | GER 6    | AUT 7   | NED 11  | ITA Ret | EUR 5   | POR 9   | 6位       | 27       |
| 1985年 | フェラーリ   | 156/85   | BRA 4   | POR     | SMR     | MON     | CAN      | DET     | FRA     | GBR     | GER     | AUT     | NED      | ITA     | BEL     | EUR     | RSA     | AUS     | 17位      | 3        |
| 1986年 | リジェ       | JS27     | BRA 4   | ESP Ret | SMR Ret | MON 5   | BEL Ret  | CAN 6   | DET Ret | FRA 5   | GBR 4   | GER 4   | HUN Ret  | AUT 10  | ITA Ret | POR 7   | MEX 15  | AUS 7   | 10位      | 14       |
| 1987年 | リジェ       | JS29B    | BRA     | SMR DNS | BEL 6   | MON 11  | DET 10   |         |         |         |         |         |          |         |         |         |         |         | 19位      | 1        |
| 1987年 | リジェ       | JS29C    |         |         |         |         |          | FRA Ret | GBR Ret | GER Ret | HUN Ret | AUT 10  | ITA 10   | POR Ret | ESP Ret | MEX Ret | JPN Ret | AUS Ret | 19位      | 1        |
| 1988年 | リジェ       | JS31     | BRA Ret | SMR DNQ | MON Ret | MEX Ret | CAN Ret  | DET Ret | FRA DNQ | GBR 18  | GER 17  | HUN Ret | BEL Ret  | ITA 13  | POR 10  | ESP Ret | JPN 17  | AUS Ret | NC (28位) | 0        |
| 1989年 | リジェ       | JS33     | BRA DNQ | SMR DNQ | MON 12  | MEX 14  | USA DNQ  | CAN 5   | FRA Ret | GBR DNQ | GER 11  | HUN DNQ | BEL Ret  | ITA 9   | POR 13  | ESP DNQ | JPN DNQ | AUS Ret | 23位      | 2        |

- 太字はポールポジション、斜字はファステストラップ。(key)
- ‡ : ハーフポイント。レース周回数が75%未満で終了したため、得点が半分となる。

### ル・マン24時間レース
| 年     | チーム                                          | コ・ドライバー                        | 使用車両                 | クラス | 周回 | 総合順位 | クラス順位 |
| ------ | ----------------------------------------------- | ------------------------------------- | ------------------------ | ------ | ---- | -------- | ---------- |
| 1977年 | J. アラン デ ショーナック                       | ディディエ・ピローニ ギ・フレクラン   | ルノー・アルピーヌ・A442 | S +2.0 | 0    | DNF      | DNF        |
| 1994年 | レンタカーレーシングチーム ルイージ・レーシング | ジャスティン・ベル ベルトラン・バラス | ダッジ・バイパー RT/10   | LM GT1 | 273  | 12位     | 3位        |
| 1995年 | ユーロモータースポーツ レーシング Inc.          | マッシモ・シガーラ ジェイ・コックラン | フェラーリ・333SP        | WSC    | 7    | DNF      | DNF        |

### マカオグランプリ
| 年     | チーム                         | エンジン | LEG1 | LEG2 | 総合順位 |
| ------ | ------------------------------ | -------- | ---- | ---- | -------- |
| 1985年 | マーレー・テイラー・レーシング | VW       | 7    | 8    | 6位      |